# Angelo Bagnasco
Angelo Bagnasco (ur. 14 stycznia 1943 w Pontevico) – włoski duchowny rzymskokatolicki, biskup diecezjalny Pesaro w latach 1998–2003 (od 2000 arcybiskup metropolita Pesaro), biskup polowy Włoch w latach 2003–2006, arcybiskup metropolita Genui w latach 2006–2020, przewodniczący Konferencji Episkopatu Ligurii w latach 2006–2020, kardynał prezbiter od 2007, przewodniczący Konferencji Episkopatu Włoch w latach 2007–2017, wiceprzewodniczący Rady Konferencji Episkopatów Europy w latach 2011–2016, przewodniczący Rady Konferencji Episkopatów Europy w latach 2016–2021, od 2020 arcybiskup senior archidiecezji Genui.

## Życiorys
Urodził się w rodzinie robotniczej. Po powrocie jego rodziny z wojny do Genui zdobył tam wykształcenie uczęszczając do gimnazjum i liceum klasycznego przy seminarium arcybiskupim. Następnie studiował w miejscowym seminarium duchownym. 29 czerwca 1966 w Genui z rąk kardynała Giuseppe Siriego otrzymał święcenia kapłańskie. Ukończył studia filozoficzne na Uniwersytecie Genueńskim w 1979. W latach 1966–1985 był wikariuszem w parafiach św. Piotra Apostoła i św. Teresy od Dzieciątka Jezus. W okresie od 1986 do 1995 sprawował różne funkcje duszpasterskie o zasięgu diecezjalnym.
Od 1975 do 1984 uczył języka włoskiego w liceum klasycznym przy genueńskim seminarium. W okresie 1980–1998 prowadził wykłady na temat metafizyki i współczesnego ateizmu na Wydziale Teologii Włoch Północnych, w jego filii w Genui. Od 1980 do 1995 był też asystentem diecezjalnym Federacji Włoskich Studentów Katolickich (FUCI). Szczególnie ważne było też doświadczenie pedagogiczne, które zdobył jako opiekun skautów. W latach 1985–1996 był dyrektorem biura katechetycznego archidiecezji, a także regionalnym delegatem ds. duszpasterstwa szkolnego, a od 1986 do 1994 dyrektorem i wykładowcą w Wyższej Szkole Nauk Religijnych w Genui. Kierował Biurem Edukacji (1990-1996), którego zadaniem jest formacja nauczycieli religii, w latach 1993–1996 był dyrektorem diecezjalnego Dzieła Apostolatu Liturgicznego (Apostolato Liturgico), wikariuszem biskupim i ojcem duchownym seminarium arcybiskupiego w Genui (1995–1997).
3 stycznia 1998 został mianowany przez papieża Jana Pawła II biskupem diecezji Pesaro. Sakrę biskupią przyjął 7 lutego 1998 z rąk arcybiskupa Genui Dionigiego Tettamanziego. Wraz z jej podniesieniem do rangi archidiecezji, został 11 marca 2000 arcybiskupem metropolitą. 20 czerwca 2003 został przeniesiony na urząd ordynariusza polowego Włoch.
29 sierpnia 2006 został mianowany przez papieża Benedykta XVI metropolitą Genui. 24 września kanonicznie objął archidiecezję i odbył ingres do katedry św. Wawrzyńca. Zastąpił na tym stanowisku kardynała Tarcisio Bertone, powołanego na stanowisko watykańskiego sekretarza stanu. 14 stycznia 2018, w dniu 75. urodzin złożył rezygnację z posługi pasterskiej w archidiecezji z racji osiągnięcia wieku emerytalnego, której papież Franciszek nie przyjął, przedłużając jego posługę o dwa lata. Rezygnacja została ostateczne przyjęta 8 maja 2020.
Na konsystorzu, z nominacji Benedykta XVI, w dniu 24 listopada 2007 został włączony do grona kardynałów. Brał udział w konklawe 2013, które wybrało papieża Franciszka.
W latach 2002–2005 był sekretarzem Komisji ds. Edukacji, Szkoły i Uniwersytetu przy Konferencji Episkopatu Włoch, a od 2005 jest sekretarzem Komisji ds. Kultury i Środków Społecznego Przekazu Konferencji Episkopatu Włoch. 26 września 2006 został wybrany przewodniczącym Konferencji Episkopatu Ligurii. W latach 2007–2017, przez dwie pięcioletnie kadencje, decyzją papieża Benedykta XVI, był także przewodniczącym Konferencji Episkopatu Włoch. 30 września 2011 został wybrany wiceprzewodniczącym Rady Konferencji Episkopatów Europy (CCEE) na pięcioletnią kadencję, a 8 października 2016 został wybrany na stanowisko jej przewodniczącego.
26 czerwca 2021 nuncjatura apostolska w Polsce poinformowała, że kardynał Angelo Bagnasco został wyznaczony do zweryfikowania sygnalizowanych zaniedbań (tuszowania przypadków wykorzystania seksualnego w Kościele) przez kard. Stanisława Dziwisza podczas pełnienia przez niego funkcji arcybiskupa metropolity krakowskiego. W tej sprawie zapoznał się z dokumentami i odbył szereg spotkań; został m.in. przesłuchany ks. Tadeusz Isakowicz-Zaleski. Po wizycie w Polsce miał zdać relację Stolicy Apostolskiej.
14 stycznia 2023 ukończył 80 lat i utracił prawo do uczestnictwa w przyszłych konklawe.